# Juan Carlos Carbonell
Juan Carlos Carbonell (Santiago, 16 de maio de 1970) é um ex-automobilista chileno.

Disputou apenas uma prova da IRL, o Grande Prêmio de Las Vegas de 1996-97, onde abandonou.